# Lenina Crowne
Lenina Crowne est une escort, camgirl et actrice de films pornographiques britannique née le 18 septembre 1995 à Hillingdon, Londres (Angleterre).

## Pseudonyme
Son pseudonyme est tiré du personnage de Brave New World d'Aldous Huxley. 

## Biographie
Lenina Crowne est née le 18 septembre 1995, à Hillingdon, un quartier du nord-ouest de Londres. Elle commence une activité de camgirl à l'âge de 19 ans, puis devient pleinement actrice pornographique en 2019, alors qu'elle a 24 ans. Elle diffuse ses contenus solos sur des plateformes comme ManyVids et OnlyFans, mais jouit aussi d'une présence sur les grands hubs de la pornographie en ligne grâce à ses tournages professionnels pour des studios comme Reality Kings et Brazzers. Elle a notamment tourné pour Rocco Siffredi. Elle indique au tabloïd The Daily Star avoir guéri de son complexe de laideur et s'être lancé dans la pornographie en partie grâce à une opération de rhinoplastie. Par ailleurs, elle est aussi escort-girl.
Avant d'être professionnelle du X, elle travaille dans la finance, à la City de Londres.